# مونتيهيرموسو

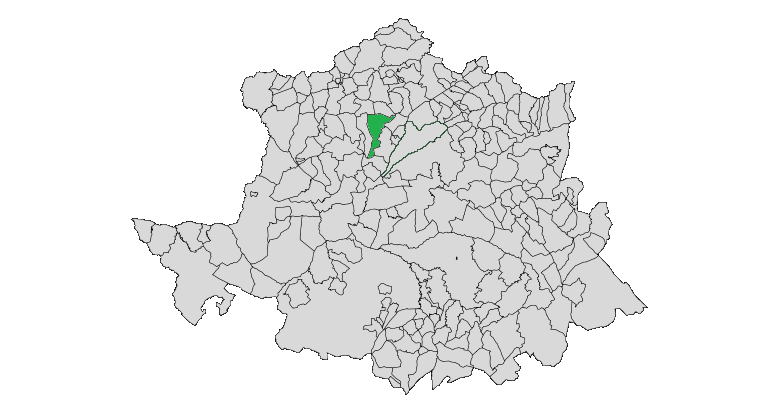
موقع البلدية.

بلدية مونتيهيرموسو (بالإسبانية: Montehermoso)‏، هي بلدية تقع في مقاطعة قصرش والتي تقع في منطقة إكستريمادورا، غرب إسبانيا.
يبلغ عدد سكانها 5.710 نسمة وفقاً لإحصائية سنة (2007). وتبلغ مساحتها 96 كم2،و بذلك تكون الكثافة السكانية 59.48 نسمة/كم2. يبلغ ارتفاعها 394 م عن سطح البحر.

## أعلام
- أوخينيو فوينتس

## وصلات خارجية
- موقع رسمي